# Molophilus (Molophilus) ulbracullima
Molophilus (Molophilus) ulbracullima is een tweevleugelige uit de familie steltmuggen (Limoniidae). De soort komt voor in het Australaziatisch gebied.